# Max Drexel
Max Drexel (* 2. Mai 1914 in Böblingen; † 14. Dezember 2004 in Heubach) war ein deutscher SS-Hauptsturmführer und Teilkommandoführer des Einsatzkommandos 12 der Einsatzgruppe D.

## Leben
Max Drexel war Sohn der „Gendarmerie-Eheleute“ Ludwig und Rosine Drexel. Von 1919 bis 1923 besuchte er die Volksschule, anschließend die Realschule bis 1928. Drexel wollte Volksschullehrer werden, wozu er am evangelischen Lehrerseminar in Backnang und am Oberseminar in Eßlingen ausgebildet wurde. Im Jahre 1934 legte er nach einer sechsjährigen Ausbildung die erste Prüfung für den Volksschuldienst ab. Während dieser Ausbildungszeit trat er dem NS-Studentenbund (NSDStB) bei. Im Mai 1935 trat er aus dem NSDStB aus, veranlasste seine Überweisung in die Hitlerjugend (HJ) und wurde Stammführer.
Im Jahre 1936 wurde er im SD aufgenommen (SS-Nummer 290.148) und trat dem SD-Unterabschnitt Württemberg bei. Bis 1939 arbeitete er in der Abteilung II für die Sachgebiete Erziehung und Volkstum. Am 25. Mai 1937 beantragte er die Aufnahme in die NSDAP und wurde rückwirkend zum 1. Mai desselben Jahres aufgenommen (Mitgliedsnummer 5.892.012). Als 1939 im Reichssicherheitshauptamt (RSHA) in Berlin der sogenannte Leitende Dienst in der Sicherheitspolizei und im SD eingerichtet wurde, wurde Drexel dorthin versetzt und war im Amt I, Abteilung I F (Nachwuchs und Erziehung) tätig. Im Juni 1941 wurde er zum Pretzsch abkommandiert, wo er Teilkommandoführer des Einsatzkommandos 12 wurde. Unter Drexels Leitung verübte Einsatzkommando 12a das Massaker in Dubossary, dem mindestens 700 Juden zum Opfer fielen.
Im Wintersemester 1941/42 setzte er sein Studium fort und bestand Ende 1942 die erste juristische Staatsprüfung. Im September 1943 legte er die zweite juristische Staatsprüfung mit Erfolg ab. Drexel war bis Ende 1944 beim SD-Leitabschnitt Saarbrücken tätig. Nach Zwischenstationen in Metz und in Wiesbaden trat er am 1. Januar 1945 das Amt des stellvertretenden Abschnittführers des SD-Abschnitts Bayreuth an.
Am 8. Mai 1945 wurde Drexel von den amerikanischen Truppen gefangen genommen. Es gelang ihm jedoch, sich als einfachen Soldaten auszugeben und damit seine Entlassung am 7. Juli 1945 zu erreichen. In der Folgezeit lebte er unter dem Falschnamen „Dreher“ und arbeitete auf verschiedenen Bauernhöfen als Landarbeiter und Aufseher. 1950 wurde er im Spruchkammerverfahren als „Minderbelasteter“ eingestuft und in den Jahren 1952/53 wieder in den Volksschuldienst übernommen. Im Mai 1962 wurde er vom Dienst suspendiert. Ende 1962 fand er eine Arbeitsstelle als Betriebsorganisator bei der Firma Triumph in Heubach. Am 15. April 1962 wurde er aufgrund eines Haftbefehls des Amtsgerichts München festgenommen. Am 27. September 1962 wurde er entlassen, jedoch am 18. Juli 1970 erneut festgenommen. Am 15. November 1974 wurde er vom Landgericht München I wegen Beihilfe zum Mord in 746 Fällen zu 5 Jahren Freiheitsstrafe verurteilt. Nach Verbüßung von 2/3 der Gesamtfreiheitsstrafe wurde er am 20. Juni 1976 auf Bewährung entlassen.